# Witalij Jewstigniejew
Witalij Władimirowicz Jewstigniejew (ros. Виталий Владимирович Евстигнеев; ur. 8 sierpnia 1985 w Tarazie) – kazachski piłkarz grający na pozycji pomocnika.

## Kariera klubowa
Swoją karierę rozpoczął w FK Taraz. W pierwszym składzie tego zespołu zadebiutował w wieku 17 lat. Reprezentował ten klub do 2009, po czym przeszedł do Ordabasy Szymkent. Na początku 2012 trafił do FK Aktobe. W czerwcu 2012 roku podpisał półtoraroczny kontrakt z FK Taraz. W lipcu 2015 opuścił ten klub, jednakże w styczniu 2016 do niego wrócił.

## Kariera reprezentacyjna
W reprezentacji Kazachstanu zadebiutował 5 września 2011 w przegranym 2:3 meczu z Azerbejdżanem, w którym od razu po wejściu na boisko w 77. minucie strzelił gola ustalającego wynik spotkania.

## Życie osobiste
Jego brat Dmitrij również jest piłkarzem.

## Osiągnięcia
- Puchar Kazachstanu (2): 2004, 2011